# Гедеон Ільїн (єпископ)
Гедео́н Ільї́н (народ. 1751, Московська губернія, Російська імперія - 3 (15) травня 1817, Вятка, Російська імперія) — російський церковний діяч, єпископ Відомства православного сповідання Російської імперії, єпископ Вятський та Слобідський.

## Біографія
Народився в сім'ї причетника Московської єпархії.
Закінчив Слов'яно-греко-латинську академію, потім викладав в ній риторику.
У 1790-ті роки - священик Успенського собору Московського кремля, де перебував при Синодальній ризниці.
Після смерті дружини в 1797 році, він був пострижений у чернецтво і призначений префектом Нижегородської семінарії і настоятелем Макарієвого Жовтоводського монастиря з возведенням у сан архімандрита.
З 1799 року - архімандрит Нижегородського Печерського Вознесенського монастиря; а в 1800 році призначений на посаду ректора Нижегородської духовної семінарії і представлений до нагородження Орденом Св. Анни 2-го ступеня.
З 19 липня 1802 року - архімандрит Воскресенського Ново-Єрусалимського монастиря.
20 серпня 1805 хіротонізований на єпископа Вятського і Слобідського. 23 вересня прибув до Вятки.
Проявив себе як досвідчений адміністратор, що упорядкував облік і діловодство. Строго вимагав від духовенства активної проповідницької діяльності, а також займатися початковим навчанням парафіяльних дітей. З великою енергією він відстояв право духовенства на педагогічну діяльність серед прихожан. Його аргументована думка, надіслана до Святійшого Синоду, зіграла вирішальну роль: право духовенства на навчання дітей було підтверджене законодавчо.
За вказівкою єпископа Гедеона у В'ятці були збудовані кам'яний корпус для бідних семінаристів, кам'яна будівля для священно-і церковнослужителів і архієрейського хору при Богоявленському соборі, критий коридор від дзвіниці до кафедрального собору.
Любив «урочистість і благочиння в священнослужінні і гучний спів». Через просторості єпархії і бездоріжжя рідко відвідував парафії. За відгуками сучасників, єпископ Гедеон відрізнявся запальністю, але після спалахів гніву він завжди був особливо ласкавий і милостивий до тих осіб, які піддавалися його гніву.
В офіційних звітах преосвященний доносив Синоду, що у Вятській єпархії «ніяких забобонів немає», хоча вони (забобони) продовжували наполегливо існувати серед вятського населення.
27 вересня 1810 року він був удостоєний Ордена Св. Анни 1-го ступеня.
Помер 3 травня 1817 року у В'ятці. Похований в кафедральному соборі.